# Carte-de-visite
Carte de visite var en slags små fotografier som i 1854 blev patenteret i Paris, Frankrig, af fotografen André Adolphe Eugène Disdéri. Kortet blev produceret efter æggehvidemetoden, der var den fremherskende metode til fremstilling af fotografiske kopier indtil omkring 1890. En tynd fotografi monteret på et tykkere papir. Fotografiets dimensioner blev 2,125 × 3,5 inches, som var monteret på et stykke pap 2,5 x 4 inches (6,4 x 10,4 cm).
Fotografier i form af "Carte de visite" blev populær i maj, 1859, hvor (i henhold til en ikke bekræftet, men ofte gentaget anekdote) fotograf Disdéri havde den lykke at være på det rigtige sted på det rigtige tidspunkt, hvor Napoleon III afbrød deres march til at posere for et fotografi i Disdéris studie. Et par år tidligere, 1854, havde Disdéri også patenteret en metode til at tage otte separate negativer på en enkelt plade.
Fotografierne blev foretaget i størrelse med et visitkort, og – i vid udstrækning kan tilskrives Napoleon III besøg i Disdéris atelier – blev sådanne fotografier og var meget populær blandt venner og besøgende. Fotografier af prominente personer, der blev solgt af fotografer og papirhandlere og blev samleobjekter og fyldte adskillige fotoalbum.
Kom til Sverige i mode omkring 1860. I Danmark lavede Georg Rosenkilde en del carte de visite fra 1864 og frem.
I begyndelsen af 1870'erne blev tilføjet det såkaldte "Cabinet Card", det blev ofte gjort som albumtryk, men større, monteret på karton i størrelsen 4,5 x 6,5 inches. Kabinetkort bevarede sin popularitet, indtil det tidlige 1900, derefter introducerede Kodak Brownie-kameraet og amatørfotografering blev succes.